# Eidsiva Arena
Eidsiva Arena, tidligere Kristins Hall, er en skøjtebane i Lillehammer, som blev åbnet i 1988, som den 19. skøjtebane i Norge. Hallen er hjemmebanen for Lillehammer Ishockeyklubb og har en publikumskapacitet på 3197, hvoraf 1500 står.
Kristins Hall stod færdig i 1988 og er ishal nummer 19, som blev bygget i Norge. På trods af at tilskuerens kapacitet er næsten 3.200, er tilskuerrekorden sandsynligvis højere.
Kristins Hall findes på Stampesletta i Lillehammer.
Den 31. januar 2019 indgik  Lillehammer Ishockeyklubb, Lillehammer og Eidsiva Energi en samarbejdsaftale til en værdi af 1,2 millioner NOK årligt i 5 år (i alt 6 millioner NOK) for rettighederne til for at bestemme hallens navn, Eidsiva Arena. 